# Liste der Kulturdenkmale in Reichardtswerben
Die Liste der Kulturdenkmale in Reichardtswerben enthält die Kulturdenkmale des Landesamtes für Denkmalpflege und Archäologie in Sachsen-Anhalt in der Weißenfelser Ortschaft Reichardtswerben und ist eine Teilliste der Liste der Kulturdenkmale in Weißenfels. Grundlage ist das Denkmalverzeichnis des Landes Sachsen-Anhalt, das auf Basis des Denkmalschutzgesetzes des Landes Sachsen-Anhalt, welches am 21. Oktober 1991 durch das Landesamt erstellt und seither laufend ergänzt wurde (Stand: 31. Dezember 2024).

## Kulturdenkmale
| Lage                                                                         | Bezeichnung                     | Beschreibung | Erfassungs- nummer | Ausweisungsart | Bild           |
| ---------------------------------------------------------------------------- | ------------------------------- | --- | ------------------ | -------------- | -------------- |
| (Karte)                                                                      | Kirche                          | Kirche Stattliche einschiffige Saalkirche mit Chorturm; Zeltdach, ursprünglich Zwiebelhaube mit Laterne, 1945 zerstört; qualitätvolle einheitliche Barockausstattung | 094 15629          | Baudenkmal     | Weitere Bilder |
| westlicher Ortsrand                                                          | Mühle                           | Bockwindmühle | 094 16342          | Baudenkmal     |                |
| nördlicher Ortsrand (Karte)                                                  | Mühle                           | Am nördlichen Ortsrand gelegene Bockwindmühle mit seitlichem Erker, ursprünglich mit Bogendach, 19. Jahrhundert                                                      | 094 16343          | Baudenkmal     | Mühle          |
| Bäckergasse 2 (Karte)                                                        | Wohnhaus                        | | 094 15607          | Baudenkmal     | BW             |
| Bäckergasse 15 (Karte)                                                       | Bauernhof                       | | 094 15609          | Baudenkmal     | BW             |
| Bürgergasse 1 (Karte)                                                        | Wohnhaus                        | | 094 15624          | Baudenkmal     | BW             |
| Bürgergasse 6 (Karte)                                                        | Bauernhof                       | | 094 15625          | Baudenkmal     | BW             |
| Ernst-Thälmann-Straße                                                        | Kriegerdenkmal Reichardtswerben | Kriegerdenkmal | 094 18827          | Baudenkmal     |                |
| Ernst-Thälmann-Straße 13, 14, 16, 18, 20, 22, 24 (Karte)                     | Häusergruppe                    | | 094 15314          | Denkmalbereich | BW             |
| Ernst-Thälmann-Straße 31 (Karte)                                             | Wohnhaus                        | | 094 15309          | Baudenkmal     | BW             |
| Ernst-Thälmann-Straße 36 (Karte)                                             | Bauernhof                       | | 094 15308          | Baudenkmal     | BW             |
| Ernst-Thälmann-Straße 40, 42, 44 (Karte)                                     | Häusergruppe                    | | 094 15307          | Denkmalbereich | BW             |
| Ernst-Thälmann-Straße 53 (Karte)                                             | Pfarrhof                        | | 094 66173          | Baudenkmal     | Pfarrhof       |
| Ernst-Thälmann-Straße 53, 55, 57, 58, 59 (Karte)                             | Häusergruppe                    | | 094 15286          | Denkmalbereich | BW             |
| Ernst-Thälmann-Straße 65 (Karte)                                             | Bauernhof                       | | 094 15285          | Baudenkmal     | BW             |
| Ernst-Thälmann-Straße 79, 81, 83, 85, 87 (Karte)                             | Straßenzeile                    | | 094 15613          | Denkmalbereich | BW             |
| Ernst-Thälmann-Straße                                                        | Gedenkstätte                    | Gedenkstätte | 094 18826          | Baudenkmal     |                |
| Grabenweg 1, 3, 5, 7, 9 (Karte)                                              | Straßenzeile                    | | 094 15622          | Denkmalbereich | BW             |
| Grutschke 1, Schackenthal 1, 2, 4, 5, 6, 7, 10, 16 (Karte)                   | Straßenzug                      | | 094 15604          | Denkmalbereich | BW             |
| Kirchgasse 16 ehem. Posendorf (Karte)                                        | Kirche                          | Posendorfer Dorfkirche, gerade geschlossene Saalkirche, Westturm mit geknicktem Spitzhelm, einheitliche Ausstattung des 17. Jahrhunderts                             | 094 15627          | Baudenkmal     | Weitere Bilder |
| vor Kirchgasse 22 (Karte)                                                    | Sühnekreuz                      | Sühnekreuz aus dem 15. Jahrhundert, 2017 als Denkmal ausgewiesen | 094 66217          | Kleindenkmal   | Weitere Bilder |
| Krumme Gasse 2 (Karte)                                                       | Bauernhof                       | | 094 15614          | Baudenkmal     | BW             |
| Krumme Gasse 13 (Karte)                                                      | Bauernhof                       | | 094 15615          | Baudenkmal     | BW             |
| Rudolf-Breitscheid-Straße 16, 17, 18, 19, 20, 22, 25, 27, 29, 31, 33 (Karte) | Straßenzug                      | | 094 15616          | Denkmalbereich | BW             |
| Rudolf-Breitscheid-Straße 29 (Karte)                                         | Schmiede                        | | 094 66198          | Baudenkmal     | BW             |
| Rudolf-Breitscheid-Straße 31 (Karte)                                         | Gasthof                         | Gasthof Zum Deutschen Kaiser, stattliches, reich ornamentiertes, zweigeschossiges Ziegelgebäude, eingeschossiger Saalbau, Ende des 19. Jahrhunderts                  | 094 66197          | Baudenkmal     | Gasthof        |
| Teichgasse 1, 2, 3, 4, 5, 6 (Karte)                                          | Straßenzug                      | Ortstypische, weitgehend erhaltene Hofanlagen; Wohngebäude zweigeschossig, Lehm, Fachwerk, Bruchstein oder Ziegel; 18. und 19. Jahrhundert                           | 094 15620          | Denkmalbereich | Straßenzug     |

## Ehemalige Kulturdenkmale
Die nachfolgenden Objekte waren ursprünglich ebenfalls denkmalgeschützt oder wurden in der Literatur als Kulturdenkmale geführt. Die Denkmale bestehen heute jedoch nicht mehr, ihre Unterschutzstellung wurde aufgehoben oder sie werden nicht mehr als Denkmale betrachtet.
| Lage                                                            | Bezeichnung  | Beschreibung | Erfassungs- nummer | Ausweisungsart | Bild |
| --------------------------------------------------------------- | ------------ | --- | ------------------ | -------------- | ---- |
| Bäckergasse 28 (Karte)                                          | Wohnhaus     | Wohnhaus, nach Abbruch 2019 aus dem Denkmalverzeichnis ausgetragen.                                                  | 094 15610          | Baudenkmal     | BW   |
| Ernst-Thälmann-Straße 20 (Karte)                                | Scheune      | Scheune Die Denkmaleigenschaft ging durch Verfall verloren. 2024 erfolgte die Streichung aus dem Denkmalverzeichnis. | 094 15310          | Baudenkmal     | BW   |
| Kirchgasse 1, 2, 3, 5, 6, 8, 13, 15, 18, 20, 22, 28, 30 (Karte) | Straßenzug   | Straßenzug | 094 15612          |                | BW   |
| Von-Seydlitz-Straße 10, 11, 13 (Karte)                          | Häusergruppe | Häusergruppe 2022 nach Verlust der Denkmaleigenschaft durch Baumaßnahmen aus dem Denkmalverzeichnis gestrichen.      | 094 15602          | Denkmalbereich | BW   |

## Legende
In den Spalten befinden sich folgende Informationen:
- Lage: Nennt den Straßennamen und wenn vorhanden die Hausnummer des Kulturdenkmals. Die Grundsortierung der Liste erfolgt nach dieser Adresse. Der Link „Karte“ führt zu verschiedenen Kartendarstellungen und nennt die geographischen Koordinaten.
Link zu einem Kartenansichtstool, um Koordinaten zu setzen. In der Kartenansicht sind Baudenkmale ohne Koordinaten mit einem roten bzw. orangen Marker dargestellt und können in der Karte gesetzt werden. Baudenkmale ohne Bild sind mit einem blauen bzw. roten Marker gekennzeichnet, Baudenkmale mit Bild mit einem grünen bzw. orangen Marker.
- Offizielle Bezeichnung: Nennt den Namen, die Bezeichnung oder zumindest die Art des Kulturdenkmals und verlinkt, soweit vorhanden, auf den Artikel zum Objekt.
- Beschreibung: Nennt bauliche und geschichtliche Einzelheiten des Kulturdenkmals, vorzugsweise die Denkmaleigenschaften.
- Erfassungsnummer: Für jedes Kulturdenkmal wird in Sachsen-Anhalt eine 20stellige Erfassungsnummer vergeben. Die letzten zwölf Ziffern werden für die Untergliederung nach Teilobjekten genutzt und werden nur angegeben, soweit vergeben. In dieser Spalte kann sich folgendes Icon  befinden, dies führt zu Angaben zu diesem Baudenkmal bei Wikidata.
- Ausweisungsart: Die Einordnung des Denkmales nach § 2 Abs. 2 DenkmSchG LSA
- Bild: Ein Bild des Denkmales, und gegebenenfalls einen Link zu weiteren Fotos des Kulturdenkmals im Medienarchiv Wikimedia Commons. Wenn man auf das Kamerasymbol klickt, können Fotos zu Kulturdenkmalen aus dieser Liste hochgeladen werden: